# Vestibulo-oculaire reflex

De vestibulo-oculaire reflex bij het buigen van het hoofd naar de rechterschouder (lateroflexie van de nek). De ogen draaien in tegengestelde richting (in- resp. extorsie) door contractie van onder andere de musculi obliqui superior en inferior voor resp. het linker- en rechteroog.

De vestibulo-oculaire reflex. Dit diagram geeft de reflex weer bij een rotatie van het hoofd naar rechts.

De vestibulo-oculair reflex (afgekort VOR) is een reflexmatige oogbeweging die het beeld op het netvlies stabiliseert als het hoofd beweegt. Bij de vestibulo-oculaire reflex draaien de ogen naar rechts als het hoofd naar links beweegt, of andersom. Ook bewegingen van het hoofd omhoog (extensie van de nek), naar de schouder (lateroflexie van de nek) of combinaties daarvan worden door de reflex gecompenseerd. Op deze manier kan men een beeld vasthouden terwijl het lichaam beweegt, bijvoorbeeld bij het kijken naar een punt aan het eind van deze zin terwijl het hoofd beweegt.

## Fysiologie
Zoals de naam suggereert, werkt de reflex tussen twee systemen: de oogspieren en het vestibulaire systeem dat de evenwichtsorganen in beide oren omvat, werken hierbij samen. Bij een hoofdbeweging naar rechts waarbij de ogen op hetzelfde punt moeten blijven staan, zoals bij het draaien van de neus naar de rechterschouder, zal de rechter canalis semicircularis lateralis (ductus semicircularis lateralis) via de nervus vestibularis en interneuronen impulsen sturen naar de linker nucleus abducens. Deze zorgt dat de linker nervus abducens de linker musculus rectus lateralis activeert. De nucleus abducens activeert ook de rechter nervus oculomotorius, waardoor de rechter musculus rectus medialis contraheert. Deze contracties zorgen ervoor dat de ogen naar links bewegen, om de beweging naar rechts te compenseren.
Tegelijk wordt bij deze beweging het linker half-cirkelvormige kanaal juist geremd, zodat dat een signaal volgens dezelfde, maar links-rechts-gespiegelde, route de antagonisten van de genoemde spieren kan doen relaxeren.
Uiteraard kan deze reflex niet blijven doorgaan, de ogen zouden dan de kassen inkijken. Bij volledige draaiing rechtsom van het lichaam, zal het oog terugschieten naar de rechterkant, om vervolgens weer via de vestibulo-oculair reflex compenserende bewegingen naar links te maken. Deze normale beweging heet een fysiologische nystagmus. De langzame, compensatoire beweging heet de langzame fase, de snelle oogbeweging in de richting van de beweging van het hoofd is de snelle fase.
Bij aandoeningen waarbij het evenwichtsorgaan abnormaal geprikkeld wordt, kan dit resulteren in het optreden van een abnormale pathologische nystagmus.